# Estación de Guarnizo
Guarnizo es una estación ferroviaria situada en el municipio español de El Astillero, en la comunidad autónoma de Cantabria. Forma parte de la línea C-1 de Cercanías Cantabria operada por Renfe.

## Situación ferroviaria
La estación se encuentra en el punto kilométrico 504,266 de la línea férrea de ancho ibérico Palencia-Santander a 20,60 metros de altitud. Históricamente dicho kilometraje se corresponde con el trazado Madrid-Santander por Palencia y Alar del Rey.

## Historia
La estación fue abierta al tráfico el 10 de octubre de 1858 con la apertura del tramo Los Corrales de Buelna-Santander de la línea que pretendía unir Alar del Rey con Santander. Su construcción fue obra de la Compañía del Ferrocarril de Isabel II que en 1871 pasó a llamarse Nueva Compañía del Ferrocarril de Alar a Santander ya que el acceso al trono de Amadeo de Saboya hacía poco recomendable el anterior nombre. Mientras se producía la construcción de la línea, Norte por su parte había logrado alcanzar Alar por el sur uniéndola así a su red que incluía conexiones con Madrid y que se dirigía a buen ritmo a la frontera francesa. En dicho contexto la línea a Santander era más que apetecible para la compañía que finalmente se hizo con ella en 1874. Norte mantuvo la titularidad de la estación hasta que en 1941 se decretó la nacionalización del ferrocarril en España y la misma fue integrada en la recién creada RENFE.
Desde el 31 de diciembre de 2004 Renfe Operadora explota la línea mientras que Adif es la titular de las instalaciones ferroviarias.

## La estación
Se encuentra al oeste del núcleo urbano de Guarnizo. Su edificio para viajeros que no se corresponde con el originalmente construido, es de base rectangular, dos alturas y disposición lateral a las vías. Cuenta con dos andenes, uno lateral y otro central dotado de marquesina a los que acceden tres vías.

## Servicios ferroviarios

### Cercanías
Forma parte de la línea C-1 de la red de Cercanías Cantabria. Veinticuatro trenes en ambos destinos unen Guarnizo con Santander. En el mejor de los casos el trayecto se cubre en algo menos de quince minutos.
| procedencia/destino | < estación | Línea | estación > | destino/procedencia                 |
| ------------------- | ---------- | ----- | ---------- | ----------------------------------- |
| Santander           | Boo        |       | Parbayón   | RenedoLos Corrales de BuelnaReinosa |